# Ковін Леонід Іванович
Леоні́д Іва́нович Ко́він (*15 січня 1905, Котка, Фінляндія — †11 травня 1967, Вінниця, Україна) — радянський письменник.

## Біографія
Народився 15 січня 1905 р. в м. Котка (Фінляндія) в родині службовця. Мав лише початкову освіту. У 1918 р. з проголошенням Фінляндією незалежності втік з батьками до Росії; жив і працював в Москві. Був робітником топографічної партії (м. Солікамськ), працював на складі, в домоуправлінні, банку в Москві, журналістом в газеті «Кочегарка» (м. Горлівка). Під час Другої світової війни був бухгалтером на будівництві залізниці на Уралі (м. Нижній Тагіл). Нагороджений медаллю за «За доблесну працю у Великій Вітчизняній війні 1941—1945 рр.» З 1944 р. жив у Вінниці і до 1953 р. працював кореспондентом газети Вінницької залізниці «Сталінська путь».

Помер 11 травня 1967 р. Похований у Вінниці.

## Літературна діяльність
Російськомовний радянський прозаїк. Почав друкуватися з 1927 р. Оповідання «Фантазер» (1928) — у газеті «Гудок». Окремими виданнями і у періодиці вийшли повісті «Дурощі» (1930), «Троє» (1930), «Початок життя» (1941), «Так летіли снаряди» (1962), «Біла трава» (1962) та роман «Дорожче за життя» (1956). Творам Ковіна притаманні життєва переконливість образів і картин, точність деталей, напружений сюжет. 

Роман «На спочинок» (до 1941) знищений автором. Романи «Леся Палій» (1951), «Курнаков повернувся на батьківщину» (1957), «Однолітки», «Образа» не надруковані. 

Член СПУ з 1959 р.

Матеріали письменника зберігаються у Державному архіві Вінницької області.